# فرودگاه کلاف لیک
فرودگاه کلاف لیک (به انگلیسی: Cluff Lake Airport) یک فرودگاه خصوصی با کد یاتا XCL است که یک باند فرود شن دارد و طول باند آن ۱۶۲۷ متر است. این فرودگاه در کشور کانادا قرار دارد و در ارتفاع ۳۳۶ متری از سطح دریا واقع شده‌است.